# Ufai nemzetközi repülőtér
Az Ufai nemzetközi repülőtér (oroszul Международный аэропорт Уфа, baskír nyelven Өфө халыҡ-ара аэропорты) (IATA: UFA, ICAO: UWUU)  az oroszországi Baskíria fővárosának, Ufának a nemzetközi repülőtere.
2013-ban a repülőtér 2 218 000 utast szolgált ki, ezzel ez lett Oroszország kilencedik legforgalmasabb és Volgamenti szövetségi körzet, valamint Baskírföld legforgalmasabb repülőtere. Itt volt a 2007-ben megszűnt Bashkirian Airlines központja.

## Története

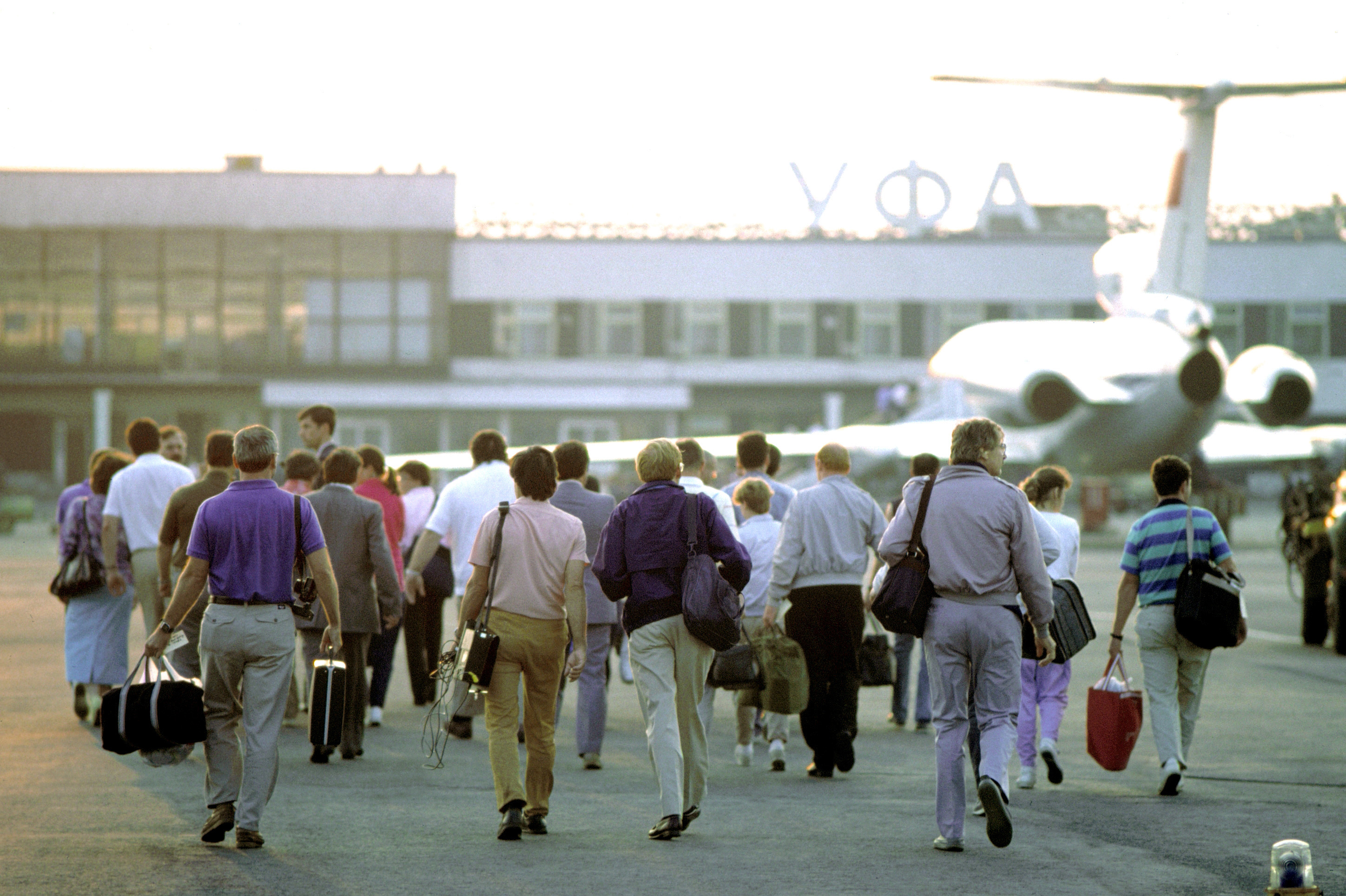
Az ufai repülőtér 1989-ben

1924. május 11-én fejezték be az első repülőgéphangárt Glumilino falu közelében, május 15-én pedig megnyílt az AFFVS baskír ágának új repülőklubja. 1933-ban indult az első, több mint 730 km-es járat Ufa–Sztyerlitamak–Meleuz–Mrakovo–Bajmak–Magnyitogorszk–Beloreck–Ufa útvonallal. 1956-tól az ufai repülőtéren a baskírföldi járatokon üzemeltetett Jak–12 repülőgépek és Mi–1 helikopterek technikai karbantartása is zajlott. 1959 és 1962 között a repülőteret átépítették, három szálloda, rakomány- és üzemanyagraktárak, egy száz férőhelyes étkező és egy garázs is épült, emellett új kifutópályát építettek, és a repülőteret felszerelték új radarral, valamint rádióval, hogy képes legyen rossz időjárási körülmények közt is gépeket fogadni. Az új futópályának köszönhetően a repülőtér már fogadhatott Tu–124, An–10 és Il–18 repülőgépeket is. 1964-ben megépült és megnyílt egy új terminál, amely óránként 400 utast volt képes kiszolgálni. 2007-ben adták át az átépített, több mint kétszeresére bővített terminált, melyben 4 lift és 3 mozgólépcső található; a terminál óránként 600 utas kiszolgálására alkalmas.

## Megközelítése
A várossal a 101-es és 110-es városi buszjárat köti össze.

## Légitársaságok és úticélok
| Légitársaság                 | Célállomások                                                                                                 | Terminál |
| ---------------------------- | --- | -------- |
| Aeroflot                     | Moszkva-Seremetyjevo                                                                                         | 1        |
| Aeroflot üzemeltető: Rossiya | Szentpétervár Szezonális: Szimferopol                                                                        | 1        |
| Angara Airlines              | Irkutsk, Novoszibirszk                                                                                       | 1        |
| Azur Air                     | Szezonális charter: Barcelona, Cam Ranh                                                                      | 2        |
| České aerolinie              | Prága | 2        |
| Dexter Air Taxi              | Csebokszári, Kirov, Uljanovszk-Baratajevka                                                                   | 1        |
| Ellinair                     | Szezonális charter: Thesszaloniki                                                                            | 2        |
| flydubai                     | Dubaj-nemzetközi                                                                                             | 2        |
| I-Fly                        | Szezonális charter: Szocsi                                                                                   | 1        |
| Ikar                         | Szezonális charter: Szocsi                                                                                   | 1        |
| Izhavia                      | Szezonális: Anapa, Krasznodar                                                                                | 1        |
| Komiaviatrans                | Voronyezs (indul: 2016. május 31-én)                                                                         | 1        |
| KrasAvia                     | Szezonális: Szocsi                                                                                           | 1        |
| NordStar                     | Baku, Norilszk Szezonális: Anapa                                                                             | 1,2      |
| Nordwind Airlines            | Szezonális charter: Bangkok-Suvarnabhumi, Burgasz, Heraklion, Lárnaka, Monastir, Phuket, Szimferopol, Szocsi | 1, 2     |
| Orenburzhye                  | Izsevszk, Orenburg, Perm, Szamara                                                                            | 1        |
| Pobeda                       | Szezonális: Anapa, Szocsi                                                                                    | 1        |
| Red Wings Airlines           | Szezonális: Szimferopol                                                                                      | 1        |
| Royal Flight                 | Szezonális charter: Barcelona, Rodosz                                                                        | 2        |
| RusLine                      | Baku, Tyumeny, Jekatyerinburg                                                                                | 1, 2     |
| S7 Airlines                  | Moszkva-Domogyedovo                                                                                          | 2        |
| Saratov Airlines             | Szezonális: Gelendzsik                                                                                       | 1        |
| Turkish Airlines             | Isztambul-Atatürk                                                                                            | 2        |
| Ural Airlines                | Dubaj-nemzetközi, Dusanbe, Khujand, Moszkva-Domogyedovo, Jereván Szezonális: Burgasz                         | 2        |
| UTair Aviation               | Kazany, Kogalim, Moszkva-Vnukovo, Novij Urengoj, Szurgut Szezonális: Anapa                                   | 1        |
| Uzbekistan Airways           | Taskent | 2        |
| Yamal Airlines               | Nyizsnevartovszk, Nojabrszk, Szurgut Szezonális: Kaluga, Szimferopol                                         | 1        |

## Forgalom
Az utasforgalom az elmúlt években az alábbi módon változott:
| Utasok száma | 1 295 876 | 1 460 009 | 1 688 570 | 2 218 000 | 2 380 581 | 2 295 446 | 2 794 407 | 3 556 533 | 2 368 689 | 4 089 111 |
|              | 2008      | 2010      | 2011      | 2013      | 2014      | 2016      | 2017      | 2019      | 2020      | 2022      |

## Fordítás
Ez a szócikk részben vagy egészben  az   Ufa International Airport című angol Wikipédia-szócikk ezen változatának fordításán alapul.  Az eredeti cikk szerkesztőit annak laptörténete sorolja fel. Ez a jelzés csupán a megfogalmazás eredetét és a szerzői jogokat jelzi, nem szolgál a cikkben szereplő információk forrásmegjelöléseként.